# Renault Type AR
Der Renault Type AR war ein frühes Personenkraftwagenmodell von Renault. Er wurde auch 50 CV bzw. ab 1909 50/60 CV genannt.

## Beschreibung
Renault präsentierte das Modell auf dem Pariser Automobilsalon im Dezember 1907. Die nationale Zulassungsbehörde erteilte am 18. Juni 1908 ihre Zulassung. Es war das erste Modell von Renault mit einem Sechszylindermotor und gleichzeitig der Pkw von Renault mit dem größten Hubraum. Nachfolger wurde 1909 der Renault Type BH
Ein wassergekühlter Sechszylindermotor mit 120 mm Bohrung und 140 mm Hub leistete aus 9500 cm³ Hubraum 38 bis 54 PS. Die Motorleistung wurde über eine Kardanwelle an die Hinterachse geleitet. Die Höchstgeschwindigkeit war je nach Übersetzung mit 79 bis 116 km/h angegeben.
1908 war das Fahrzeug bei einem Radstand von 395,5 cm und einer Spurweite von 145 cm 516 cm lang und 178,6 cm breit. 1909 standen zwei verschiedene Fahrgestelle zur Wahl, die bei 350 cm bzw. 370 cm Radstand und 140 cm Spurweite für eine Fahrzeuglänge von 475,5 cm bzw. 495,5 cm und eine Fahrzeugbreite von 169 cm sorgten. Das Fahrgestell wog im ersten Jahr 1500 kg. Der Preis für das Fahrgestell betrug 24.000 Franc. Zur Wahl standen Doppelphaeton, Triple-Phaeton, Limousine und Landaulet. Eine Limousine von Esders ist überliefert.